# Tomopteris carolii
Tomopteris carolii är en ringmaskart som beskrevs av Terio 1947. Tomopteris carolii ingår i släktet Tomopteris och familjen Tomopteridae. Inga underarter finns listade i Catalogue of Life.